# R. 스티비 무어

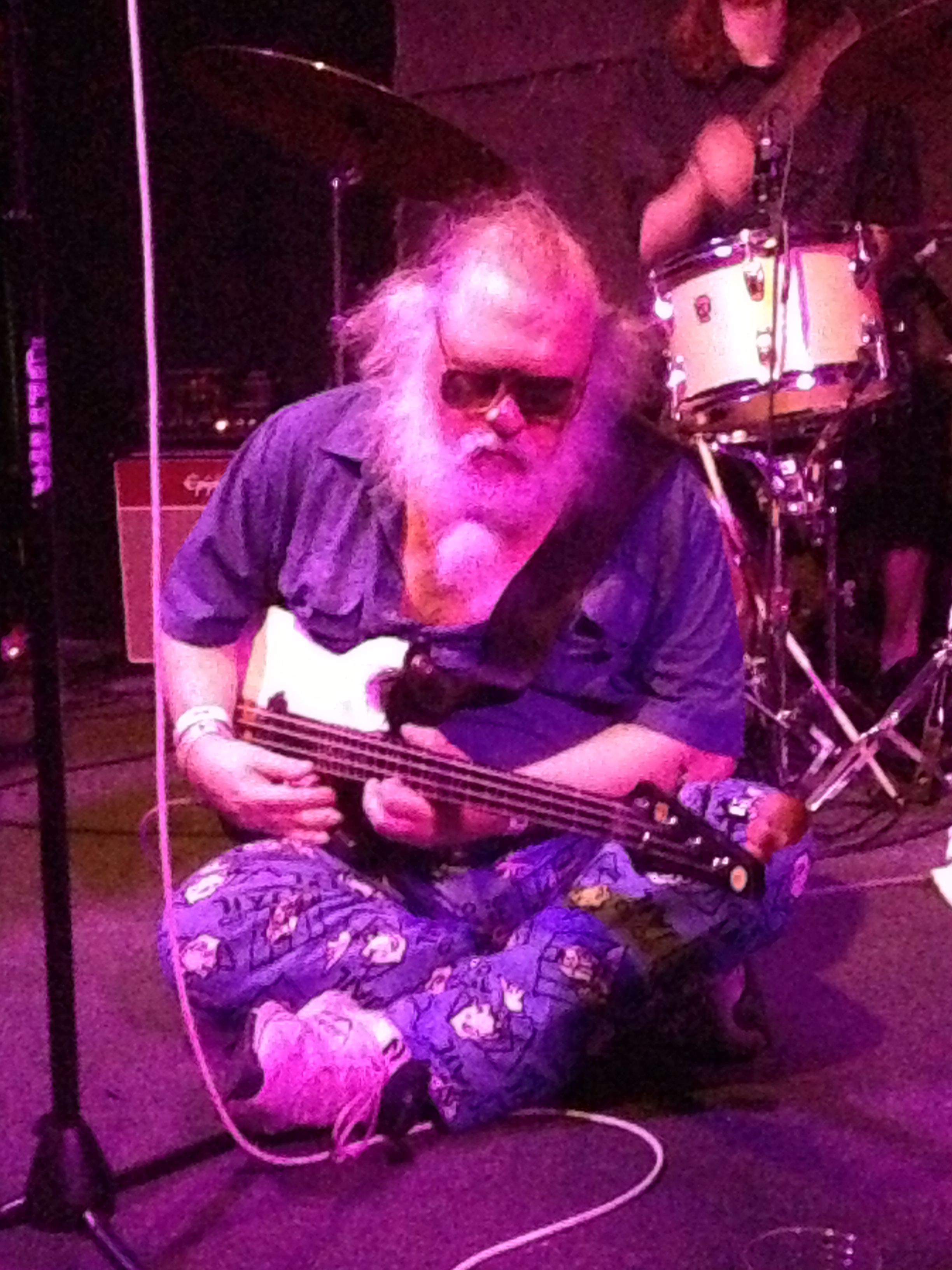
2013년 공연하는 R. 스티비 무어의 모습

로버트 스티븐 무어(Robert Steven Moore, 1952년 1월 18일~현재)는 미국의 악기 연주자, 가수이자 송라이터로 Lo-Fi (혹은 DIY) 음악을 창시한 것으로 알려져있다. "홈 리코딩의 대부"라고 불리는 무어는 언더그라운드에서 카세트가 많이 사용되던 시기에 활동한 가장 유명한 음악가 중 한 명이자 21세기의 베드룸 팝과 힙나고직 팝에 영향을 끼쳤다. 1968년부터 400장이 넘는 음반을 스스로 발매하였으며, 36개의 "공식" (대부분 컴필레이션 음반) 음반이 다양한 레이블에서 발매됐다.
내슈빌 A-팀의 베이스 연주자 밥 무어의 아들로 태어난 무어는 1960년대에 비틀즈, 비치 보이스, 마더스 오브 인벤션, 지미 헨드릭스 등을 들으면서 자랐다. 청소년 기에는 릴오픈 릴 형태의 스테레오 테이프 덱으로 부모님의 집에서 원맨 밴드로 녹음을 시작하였다. 초기 음반에서 나타나는 저음질의 스타일은 무어의 미학을 정리하였다. 삼촌의 도움을 통해 1976년 컴필레이션 음반 《Phonography》로 레이블에 공식적으로 음반을 발매했으며, 이 음반은 뉴욕의 펑크 록 및 뉴 웨이브를 즐겨듣는 이들로부터 호평을 받았다. 무어의 음악은 "XTC의 태도에 60년대의 영감을 받은 파워 팝"으로 묘사되기는 하지만, 대중적이고 실험적인 다양한 음악 장르를 통합하고 있으며, 무어의 작품은 일반적으로 비상업적인 라디오에 따라 스타일링된다. 무어는 자신의 음악 작품을 "소리의 일기"라고 표현했다.
1978년부터 2010년까지 무어는 뉴저지 북부의 아파트 스튜디오에서 거주하고 녹음을 이어나갔다. WFMU 직원으로 수년 간 일하기도 하였다. 1982년, 무어는 R. 스티비 무어 카세트 클럽을 운영하기도 했다. 1980년대 프랑스의 레이블 뉴 로즈는 《Everything》(1984), 《Glad Music》(1986), 《Teenage Spectacular》(1987) 및 《Warning》(1988) 등의 무어의 음반을 LP로 출시했다. 2000년대 이후에는 무어를 멘토라고 칭했던 아리엘 핑크와의 관계로 더욱 잘 알려졌다.

## 디스코그래피
무어의 다작 정신으로 인해 무어의 CD 및 LP 발매작의 대부분은 컴필레이션 음반이다. 1984년 텔레비전에 출연한 무어는 자신이 총 109개의 음반을 가지고 있다고 언급했다. 2012년 무어의 밴드캠프 페이지에는 200개 이상의 작품이 등록되어 있었다. 2021년 로스앤젤레스 라디오 프로그램과의 인터뷰에서 제이슨 포크너는 무어가 300개 이상의 음반을 완성했지만 "모두 피지컬로 발매되지는 않았다"고 이야기했다.
공식 정규 음반
- Delicate Tension (1978)
- Clack! (1980)
- Glad Music (1986)
- Teenage Spectacular (1987)
- Warning (1988)
- Objectivity (1997) (with Yukio Yung)
- FairMoore (2002) (with Jad Fair)
- The Yung & Moore Show (2006) (with Yukio Yung)
- Advanced (2011)
- Ku Klux Glam (2012) (with Ariel Pink)
- The Great American Songbook – Vol. 1 (2014) (with Jad Fair)
- Make It Be (2015) (with Jason Falkner)
- The Embodiment of Progressive Ideals (2018) (with Alan Jenkins and the Kettering Vampires)
- Fake News Trending (2019) (with Gary Wilson)

유명 컴필레이션 음반
- Phonography (1976)
- Everything You Always Wanted To Know About R. Stevie Moore But Were Afraid To Ask (1984)
- What's The Point?!! (1984)
- Verve (1985)
- R. Stevie Moore (1952-19??) (1987)
- Has-Beens and Never-Weres (1990)
- Greatesttits (1990)
- Contact Risk (1993)
- Revolve (1995)
- The Future Is Worse Than The Past (1999)
- Hundreds of Hiding Places (2002)
- Nevertheless Optimistic (2003)
- Meet the R. Stevie Moore (2008)
- Me Too (2009)
- Ariel Pink's Picks Vol. 1 (2011)
- Hearing Aid (2012)
- Lo Fi Hi Fives... A Kind Of Best Of (2012)
- Personal Appeal (2013)
- "Late Night Tales: Franz Ferdinand presents" (2014)
- Afterlife (2019)
- R. Stevie Moore On Earth (2021)
- Freedom Vs. Fate (2021)
- "Cool Daddio": Original Film Soundtrack (2022)
  - 또한, 1982년경부터, 자체 제작 앨범을 카세트 테이프, 1999년경부터는 개인판 CD-R로 발표하고 있다.